# Risate registrate
Le risate registrate, dette anche risate finte o risate gregarie, sono un effetto speciale di sitcom e programmi televisivi.

## Funzione
Le risate finte vengono pre-registrate in studio e vengono inserite in sitcom e programmi televisivi e radiofonici in accompagnamento a gag, battute e momenti comici.
Sono state introdotte per la prima volta negli anni cinquanta negli Stati Uniti con lo scopo di ricreare la presenza di un pubblico vero, come avviene negli spettacoli dal vivo. Oggi il loro obiettivo è suscitare empatia nello spettatore, inducendolo a ridere in corrispondenza di momenti particolari della rappresentazione componendo circa il 60% della risata dello spettatore, a volte al posto delle risate possono esserci anche suoni completamente diversi, che vanno sempre a fare riferimento ad un pubblico vero; come lo stupore, il disgusto, la compassione e il plauso.